# Dinglicher Arrest
Der dingliche Arrest ist ein Instrument des vorläufigen Rechtsschutzes zur Sicherung der Zwangsvollstreckung wegen einer Geldforderung oder eines Anspruchs, der in eine Geldforderung übergehen kann. Dazu kann Vermögen der anderen Streitpartei beschlagnahmt werden, indem Sachen oder Rechte gemäß § 930 ZPO gepfändet werden oder bei Grundstücken gemäß  § 932 ZPO eine Sicherungshypothek eingetragen wird. Der vorläufige Rechtsschutz kann zu einem Zeitpunkt beantragt werden, zu dem noch kein Vollstreckungstitel vorliegt, wenn zu befürchten ist, dass ohne seine Anordnung die Vollstreckung des Titels vereitelt oder wesentlich erschwert werden würde.

## Zivilprozessordnung
Der dingliche Arrest dient der Sicherung der Zwangsvollstreckung wegen einer Geldforderung oder eines Anspruchs, der in eine Geldforderung übergehen kann. In eine Geldforderung übergehen kann jeder vermögensrechtliche Anspruch, indem er sich bei Nichterfüllung in einen Schadensersatzanspruch auf Geld verwandelt.
Formell setzt der dingliche Arrest ein Arrestgesuch voraus, das den Geldbetrag bzw. den Geldwert der Forderung sowie den Arrestgrund (§ 917 ZPO) enthält. Beides muss glaubhaft gemacht werden (ausnahmsweise nach § 921 ZPO dann nicht, wenn erhebliche Nachteile drohen und Sicherheit geleistet wird). Zuständig ist das Arrestgericht gem. § 919 ZPO.
Ein Arrestgrund wird gem. § 917 Abs. 2 Satz 1 ZPO vermutet, wenn das Urteil im Ausland vollstreckt werden müsste und die Gegenseitigkeit nicht verbürgt ist. Mit der Verordnung (EU) Nr. 1215/2012 (Brüssel Ia) wurde das Verfahren zur  Vollstreckbarerklärung ausländischer Titel (Exequaturverfahren) in der Europäischen Union allerdings abgeschafft. Seit dem 10. Januar 2015 werden Entscheidungen nationaler Gerichte nach europäischem Zivilverfahrensrecht in allen anderen Mitgliedstaaten anerkannt und vollstreckt.
Ein anderer typischer Arrestgrund ist die Vermögensverschwendung, zum Beispiel bei Spielsucht.
Wird über das Arrestgesuch mündlich verhandelt, so ergeht die Entscheidung durch Urteil, ansonsten durch Beschluss.
Mit Arrestanordnung durch das Gericht kann die Arrestvollziehung nach den §§ 928 ff. ZPO betrieben werden. Die Vollziehung in bewegliche Sachen und Forderungen wird durch Pfändung durch den Gerichtsvollzieher bewirkt,  die Vollziehung in ein Grundstück durch Eintragung einer Arresthypothek (§ 932 ZPO).
Statthafter Rechtsbehelf bzw. statthaftes Rechtsmittel des Schuldners gegen den Arrestbefehl ist der Widerspruch, wenn der Arrestbefehl durch Beschluss ergangen ist, ansonsten die Berufung. Eine Revision ist unzulässig, § 542 Abs. 2, S. 1 ZPO.
Wird die künftige Zwangsvollstreckung durch das persönliche Verhalten des Schuldners gefährdet, kann persönlicher Arrest angeordnet werden.

## Strafprozessordnung
Der strafprozessuale Vermögensarrest ist eine Ermittlungsmaßnahme, um die Einziehung von Wertersatz oder die Vollstreckung einer Geldstrafe oder der Kosten des Strafverfahrens zu sichern. Zur Sicherung der Vollstreckungskosten ist ein Arrest dagegen unzulässig (§ 111e Abs. 1 bis 3 StPO). Die Vollziehung des Arrestes kann durch Hinterlegung abgewendet werden (§ 111e Abs. 4, § 111g StPO).
Bis zum Inkrafttreten des Gesetzes zur Reform der strafrechtlichen Vermögensabschöpfung zum 1. Juli 2017 regelte die deutsche Strafprozessordnung die Möglichkeit eines dinglichen Arrests in § 111d StPO a. F. Seitdem wird das Institut als Vermögensarrest bezeichnet und ist in § 111e StPO geregelt. Auch der strafprozessuale Vermögensarrest setzt ein Sicherungsbedürfnis voraus, das gegeben ist, wenn die Besorgnis besteht, die künftige Vollstreckung werde ohne Anordnung eines Arrestes vereitelt oder wesentlich erschwert.
Der Vermögensarrest wird in der Regel durch das Gericht angeordnet, bei Gefahr im Verzug auch durch die Staatsanwaltschaft (§ 111j StPO). Der Vermögensarrest wird durch Pfändung einer beweglichen Sache oder einer Forderung vollzogen, bei unbeweglichen Sachen durch Eintragung einer Sicherungshypothek (§ 111f StPO). Zuständig ist gem. § 111k StPO die Staatsanwaltschaft. Die Vollziehung bewirkt ein Veräußerungsverbot im Sinne des § 136 BGB (§ 111h StPO).

## Abgabenordnung
Die deutsche Abgabenordnung sieht die Möglichkeit eines dinglichen Arrests in § 324 AO durch die Finanzbehörden vor, um zu verhindern, dass die Beitreibung einer öffentlich-rechtlichen Geldforderung aus dem Steuerschuldverhältnis vereitelt oder wesentlich erschwert wird. Sie wird dem dinglichen Arrest nach der Zivilprozessordnung entsprechend durch die Vollziehungsbehörde und Vollziehungsbeamte vollzogen (§ 324 Abs. 3 Satz 4 AO, § 930 bis § 932 ZPO). Bei Hinterlegung ist die Vollziehung des Arrestes gehemmt bzw. der vollzogene Arrest aufzuheben (§ 324 Abs. 1 Satz 3 AO). Im Steuerstrafverfahren stehen die beiden Sicherungsinstrumente des Vermögensarrests nach der StPO und des steuerlichen Arrests gemäß § 324 der Abgabenordnung gleichrangig nebeneinander (§ 111e Abs. 6 StPO).